# Halik Kochanski
Halik Kochanski (née le 19 avril 1962) est une historienne et écrivaine britannique d'origine polonaise,.

## Biographie
Kochanski fait ses études à la Downside School et au Balliol College d'Oxford, où elle obtient une maîtrise en histoire moderne. Elle obtient son doctorat au King's College de Londres. Elle enseigne l'histoire au King's College de Londres et à l'University College de Londres. Elle écrit de nombreux articles historiques et trois livres : Sir Garnet Wolseley : Victorian Hero (1999), The Eagle Unbowed : Poland and the Poles in the Second World War (2012) et Resistance : The Underground War in Europe, 1939-1945. (2022).
Elle est membre de la Royal Historical Society et membre de l'Army Records Society, de la Society for Army Historical Research, de la British Commission for Military History et de l'Institute for Historical Research. Depuis 2012, elle est jurée pour le prix du livre Templer Medal.
Elle remporte le prix d'histoire Wolfson 2023 pour son livre Resistance.